# Niviventer cremoriventer
Niviventer cremoriventer é uma espécie de roedor da família Muridae.
Pode ser encontrada nos seguintes países: Indonésia, Malásia, Myanmar e Tailândia.
O Niviventer cremoriventer é uma das 15 espécies pertencentes ao gênero Niviventer, conhecido como ratos de barriga branca. O Niviventer cremoriventer tem a pele marrom-avermelhada para o laranja-marrom grossa na upperparts, com distintas de comprimento, pelos negros. O inferior é esbranquiçada com uma coloração amarela.
A cauda, escura e preênsil tem um tufo ligeiro na ponta e é maior do que a cabeça eo corpo, proporcionando a niviventer Sundaic arbóreas com excelente equilíbrio, de modo que é igualmente em casa de forrageamento de frutas na copa, pois é no chão da floresta. Sua ampla patas traseiras com almofadas bem desenvolvidas nas solas também torná-lo um escalador capaz.